# Bertram Blank (Physiker)
Bertram Blank ist ein deutscher experimenteller Kernphysiker.
Blank wurde 1991 an der TU Darmstadt mit einer am GSI Darmstadt erstellten Dissertation (Isotopentrennung relativistischer Projektilfragmente sowie Wirkungsquerschnittsmessungen an 8,9,11Li-Sekundärstrahlen) promoviert. Danach war er in Bordeaux, wo er am  Centre d’études nucléaires Bordeaux Gradignan (CENBG) für das CNRS als Forschungsdirektor forscht. Er forschte auch am GANIL. Er ist Sprecher der DESIR-Anlage (Desintegration, Excitation and Storage of Radioactive Ions) am GANIL. Er ist auch Mitglied des GSI.
Er untersucht exotische Kerne fern der Stabilität. 1999 entdeckte er den doppeltmagischen Kern Nickel 48 (mit Protonenzahl 28, Neutronenzahl 20) und 2002 Zerfälle mit Emission von zwei Protonen, eine neue Form von Radioaktivität. Sie wurde an Eisen 45 beobachtet (mit 26 Protonen und 19 Neutronen, also 11 weniger als beim häufigsten Eisen-Isotop Eisen 56), das durch Beschuss von Nickel mit Nickel 58 entstand. Unabhängig wurde der Zwei-Protonen-Zerfall gleichzeitig am GSI beobachtet. Zuvor waren nur Zerfälle mit Emission von einem Proton bei Kernen mit ungerader Protonenzahl beobachtet worden. Der neue Zerfallsmechanismus deutet auch auf Paarungskräfte (Cooper-Paare) in schweren Kernen mit gerader Protonen- oder Neutronenzahl. Die Halbwertszeit betrug 4 Millisekunden, deutlich höher als die zuvor am Oak Ridge National Laboratory beobachteten Zwei-Protonen-Zerfälle an Neon 18 mit Halbwertszeiten in der Größenordnung von {\displaystyle 10^{-15}} Sekunden. Die Zerfallsart war schon 1960 von Witali Iossifowitsch Goldanski vorhergesagt worden.
1996 erhielt er die Bronzemedaille und 2004 die Silbermedaille des CNRS. 2002 erhielt er den Prix Thibaud der Akademie von Lyon.